# Amadeo García
Amadeo García de Salazar Luco (ur. 31 marca 1887 w Vitorii, zm. 18 lipca 1947) – hiszpański trener, selekcjoner reprezentacji Hiszpanii.

## Kariera trenerska
García w 1934 został trenerem reprezentacji Hiszpanii. Wprowadził ją na Mistrzostwa Świata 1934. Doprowadził ją na tamtym turnieju do ćwierćfinału. Z drużyną narodową pracował do 1936, do momentu wybuchu wojny domowej w Hiszpanii. Przez 2 lata pracy z La Furia Roja prowadził drużynę w 12 spotkaniach (bilans 6 zwycięstw, 2 remisy, 4 porażki). Równoległe w latach 1932–1939 pracował jako trener w zespole Deportivo Alavés.
| Mecze reprezentacji Hiszpanii prowadzone przez Garcíę | Mecze reprezentacji Hiszpanii prowadzone przez Garcíę | Mecze reprezentacji Hiszpanii prowadzone przez Garcíę | Mecze reprezentacji Hiszpanii prowadzone przez Garcíę | Mecze reprezentacji Hiszpanii prowadzone przez Garcíę | Mecze reprezentacji Hiszpanii prowadzone przez Garcíę | Mecze reprezentacji Hiszpanii prowadzone przez Garcíę |
| #                                                     | Data                                                  | Miasto                                                | Przeciwnik                                            | Gol                                                   | Wynik                                                 | Rozgrywki                                             |
| ----------------------------------------------------- | ----------------------------------------------------- | ----------------------------------------------------- | ----------------------------------------------------- | ----------------------------------------------------- | ----------------------------------------------------- | ----------------------------------------------------- |
| 1.                                                    | 11.03.1934                                            | Chamartín de la Rosa                                  | Portugalia                                            |                                                       | 9:0                                                   | El. MŚ 1934                                           |
| 2.                                                    | 18.03.1934                                            | Lizbona                                               | Portugalia                                            |                                                       | 2:1                                                   | El. MŚ 1934                                           |
| 3.                                                    | 27.05.1934                                            | Genua                                                 | Brazylia                                              |                                                       | 3:1                                                   | MŚ 1934                                               |
| 4.                                                    | 31.05.1934                                            | Florencja                                             | Włochy                                                |                                                       | 1:1                                                   | MŚ 1934                                               |
| 5.                                                    | 01.06.1934                                            | Florencja                                             | Włochy                                                |                                                       | 0:1                                                   | MŚ 1934                                               |
| 6.                                                    | 24.01.1935                                            | Chamartín de la Rosa                                  | Francja                                               |                                                       | 2:0                                                   | towarzyski                                            |
| 7.                                                    | 05.05.1935                                            | Lizbona                                               | Portugalia                                            |                                                       | 3:3                                                   | towarzyski                                            |
| 8.                                                    | 12.05.1935                                            | Kolonia                                               | Niemcy                                                |                                                       | 2:1                                                   | towarzyski                                            |
| 9.                                                    | 19.01.1936                                            | Madryt                                                | Austria                                               |                                                       | 4:5                                                   | towarzyski                                            |
| 10.                                                   | 23.02.1936                                            | Barcelona                                             | Niemcy                                                |                                                       | 1:2                                                   | towarzyski                                            |
| 11.                                                   | 26.04.1936                                            | Praga                                                 | Czechosłowacja                                        |                                                       | 0:1                                                   | towarzyski                                            |
| 12.                                                   | 03.05.1936                                            | Berno                                                 | Szwajcaria                                            |                                                       | 2:0                                                   | towarzyski                                            |